# سانبورنز

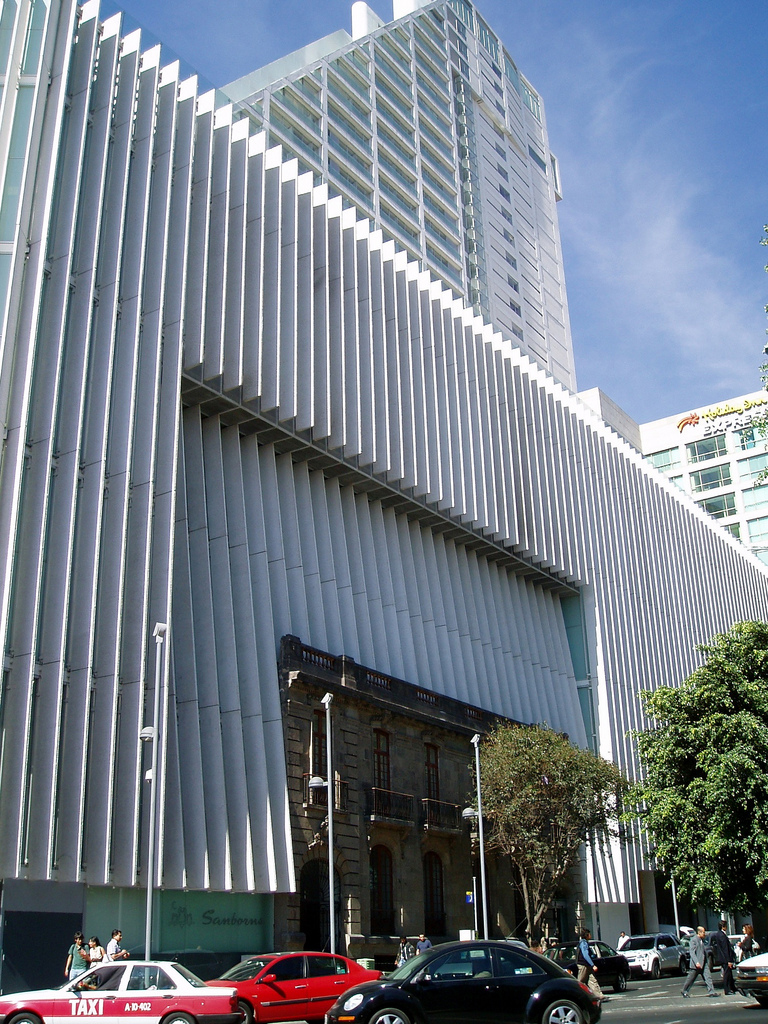
ساختمان مرکزی شرکت سانبورنز

سانبورنز (به اسپانیایی: Sanborns) شرکت خوشه‌ای مکزیکی است، که در زمینه مدیریت بر شبکه‌ای از رستوران‌ها و فست‌فودها، داروخانه‌ها، خرده‌فروشی‌ها و فروشگاه‌های زنجیره‌ای پوشاک فعالیت می‌کند.
شرکت سانبورنز در سال ۱۹۰۳ توسط ۲ برادر آمریکایی بنام‌های؛ والتر و فرانک سانبورن تأسیس شد و در حال حاضر مالک شبکه گسترده‌ای از فروشگاه‌های زنجیره‌ای در کشورهای مکزیک، السالوادور و پاناما می‌باشد.
دفتر مرکزی این شرکت در شهر مکزیکو سیتی قرار دارد و بخشی از سهام آن در بازار بورس اوراق بهادار مکزیک معامله می‌شود. شرکت سانبورنز هم‌اکنون متعلق به کارلوس اسلیم (یکی از ثروتمندترین افراد جهان) می‌باشد.